# Thorellius cristimanus
El escorpión o alacrán marrón (Thorellius cristimanus) es un arácnido perteneciente a la familia Vaejovidae del orden Scorpiones. Esta especie fue descrita por Pocock en 1898. El nombre del género Thorellius es patronímico en honor al aracnólogo Tord Tamerlan Teodor Thorell (1830-1901). El nombre específico cristimanus proviene del nombre en latín Christ y -manus que significa “manos”.

## Clasificación y descripción
Su coloración es marrón rojizo uniforme, con patas color amarillo; el borde anterior del carapacho carece de hendidura conspicua, si está presente nunca se extiende hacia los ojos laterales, zona media recta o con muescas sutiles y anchas; basitarso de la pata III con 9 macrosetas retroventrales completamente desarrolladas; segmentos metasomales I-III con una carina ventromedial usualmente lisa a granular, carina de la quela usualmente lisa a fuertemente jaspeada; quelas fuertemente crestadas; superficie posterior del brachium débilmente granulada y su cresta inferior crenulada de manera distinta; quelas con cresta, la cresta con su superficie interior granulada; terga visiblemente tricostada; sobre el quinto segmento de la cola con su superficie lateral de la quilla granulada; longitud total 6.3 cm; patela del pedipalpo con 20 tricobotrias.

## Distribución
Esta especie es endémica de México y se distribuye en los estados de Colima, Aguascalientes, Guanajuato, Jalisco, Michoacán, Zacatecas.

## Ambiente
Es de ambiente terrestre. Las especies del género Thorellius son consideradas de hábitos pelófilos debido a que construye sus galerías en suelos compactos, se les puede encontrar bajo piedras y el tipo de hábitat que ocupan es el de bosque caducifolio subtropical se les puede encontrar desde el nivel del mar hasta los 1700 m s. n. m.

## Estado de conservación
Hasta el momento en México no se encuentra en ninguna categoría de protección, ni en la Lista Roja de la IUCN (International Union for Conservation of Nature) ni en CITES (Convención sobre el Comercio Internacional de Especies Amenazadas de Fauna y Flora Silvestres).